# Glauc (metge segle I)
Glauc (en llatí Glaucus, en grec antic Γλαῦκος Glaukos) era un metge grec que va viure cap al final del segle i. Plutarc diu que era contemporani seu en el tractat titulat De Sanitate Tuenda.